# 황승주
황승주(한국 한자: 黃勝周, 1972년 5월 9일 ~ )는 대한민국의 전직 축구 선수출신 축구 지도자이다. 현역 시절 포지션은 미드필드였다.

## 선수 경력
한양공업고등학교 축구부와 동국대학교 축구부를 거친 후, 1995년 드래프트에서 울산 현대 호랑이에 지명되어 입단하였다. 신인 시절은 2군에서 생활하였지만, 2년차인 1996시즌부터 로테이션 멤버로 1군 무대에 이름을 올리게되었는데.. 그러던 중, 1996년 라피도컵 프로축구대회 챔피언 결정전 2차전에서 후반 교체투입되어 울산의 우승을 확정짓는 결승골을 넣으며 울산을 벼랑 끝에서 살린 영웅으로 등극하였고, 이후 울산에서 주전 자리를 놓치지 않으며 2001년까지 활약하였다. 8년간 울산 현대 호랑이 소속으로 178경기 출장, 3골 15도움을 기록했다.
2002시즌을 앞두고 서동명과의 트레이드를 통해 전북 현대 모터스로 이적했다. 하지만 전북에서는 불과 6경기 만을 나선채 부상으로 인해 은퇴를 선언하였다.

## 지도자 경력
현역 은퇴 이후 강릉중학교 축구부와 가락고등학교 축구부에서 지도자 생활을 했다.
2008시즌 후반기에 아산 유나이티드의 감독으로 선임되었다.